# Pijavka koňská
Pijavka koňská (Haemopis sanguisuga) žije dravě, její potravou jsou drobní bezobratlí živočichové, ale je schopna lovit i drobné obratlovce.
Za oběť mohou padnout zejména mladí obojživelníci po přechodu na souš nebo jejich pulci. Pijavka koňská se v ČR poměrně hojně vyskytuje v pomalu tekoucích nebo ve stojatých vodách. Měří 15–150 mm. V umělých vodních rezervoárech, jako jsou protipožární nádrže nebo bývalá koupaliště bývají pijavky koňské snadno pozorovatelné blízko hladiny čekající na kořist. Po podkladu se pohybuje tak, že se píďalkovitě přichycuje střídavě přední a zadní přísavkou. Parazitem této pijavky je prabičíkovec Chilomastix aulostomi.

## Název
Názvy ve většině jazyků včetně českého názvu spojují tuto pijavku s koňmi. Latinský název Haemopis sanguisuga lze přeložit jako „pijavice krvežíznivá“. Všechny tyto názvy jsou zavádějící. Pijavka koňská není ektoparazit, nýbrž aktivní predátor a nemá nic společného s koňmi. Mezinárodní přídomek je zřejmě odvozen od pijavky Limnatis nilotica vyskytující se ve Středomoří, jež je velikostí i vzhledem pijavce koňské podobná, ale jedná se o parazita skotu, koní atp.